# Vlașca

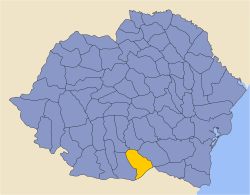
Az egykori Vlașca megye elhelyezkedése

Vlașca tájegység Romániában, Havasalföldön, Munténia déli részében. Bukarest és a Duna között helyezkedik el, Giurgiu megye része. 
Vlașca valamikor külön megye volt a Román Királyságban.

## Domborzat
A Román-alföld középső részén található, felszíne többnyire 100 m alatti síkság.

## Települések
Városok: Giurgiu, Bolintin-Vale, Mihăilești, Videle.